# Edmonton Oilers

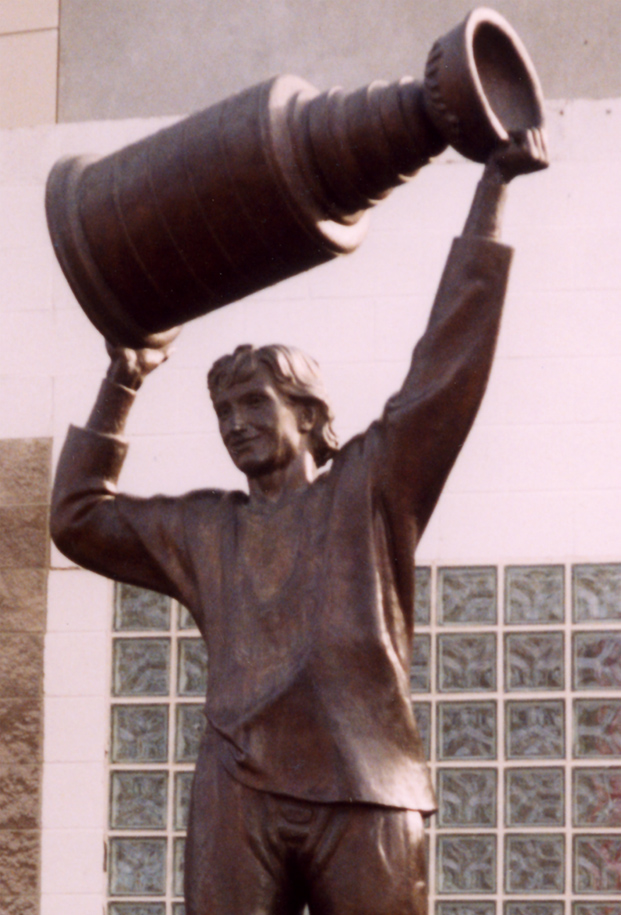
Standbeeld van Wayne Gretzky

De Edmonton Oilers is een ijshockeyclub uit de stad Edmonton in Canada, die in de National Hockey League NHL speelt. De club werd in 1972 opgericht als de Alberta Oilers en kreeg in 1973 zijn huidige naam. De Oilers speelden tot 1978 in de World Hockey Association, toen die werd opgeheven. Sinds 1979 doen de Edmonton Oilers mee met de NHL. Tussen 1979 en 1988 heeft Wayne Gretzky voor de Edmonton Oilers gespeeld.
Van 1974 tot 2016 speelde het team de thuiswedstrijden in het Northlands Coliseum. Vanaf 2016 is het thuisstadion van het team Rogers Place, met een capaciteit van 18.500 toeschouwers.

## Geschiedenis

### World Hockey Association
De jaren dat de World Hockey Association WHA heeft bestaan, van 1972 tot 1979, hebben de Edmonton Oilers aan die competitie mee gedaan. De eigenaar van het team was destijds Bill Hunter, hij was eerder al eigenaar van de Edmonton Oil Kings geweest en richtte de competitie op, die later de Western Hockey League zou worden. Zijn pogingen om in Edmonton professioneel ijshockey te organiseren werden door de NHL geblokkeerd. Het team heette eerst de Alberta Oilers omdat de thuiswedstrijden in zowel Edmonton als Calgary werden gespeeld. Toen de Calgary Broncos werden opgeheven werd er, om verscheidene redenen, gekozen om alle thuiswedstrijden in Edmonton te spelen. Tegelijk werd de naam veranderd.
Ondanks middelmatige plaatsen in de rangschikking werd Edmonton populair bij de fans. De resultaten werden in 1978 beter toen Wayne Gretzky voor Edmonton kwam spelen. Doelman Eddie Mio en Peter Driscoll van de Indianapolis Racers kwamen ook naar Edmonton. Gretzky speelde, in zijn eerste en enige seizoen in de WHA, de Oilers naar een topklassering in de reguliere competitie. In de play-offs werden ze echter in de finale verslagen door de Winnipeg Jets. De allerlaatste goal in de geschiedenis van de WHA werd gemaakt door Dave Semenko van de Oilers.

### NHL
Met jonge spelers, waaronder Wayne Gretzky, leken de Oilers af te gaan op een mooie toekomst, ze waren toen ze naar de NHL gingen de enige ploeg die niet in een nieuwe stadion zou gaan spelen en onder een nieuwe naam. Ze beheersden de NHL aan het einde van de jaren 80 en werden bij een Sporting News Poll, in februari 2006, in de top-5 van beste sportteams van de laatste 120 jaar gekozen.
De Oilers haalden de play-offs meteen in hun eerste seizoen in de NHL, 1979-1980, maar werden door de Philadelphia Flyers met 3-0 verslagen. In het seizoen van 1980-1981 kwamen de Oilers een ronde verder door de grote favorieten, de Montreal Canadiens, met 3-0 te verslaan. In het seizoen daarop werd Wayne Gretzky de derde speler die 50 goals in 50 wedstrijden maakte, Mike Bossy en Maurice Richard was dat al eerder gelukt. In de eerste ronde van de play-offs warene de Los Angeles Kings daarna te sterk en versloegen de Edmonton Oilers. In 1983 stond Edmonton voor de eerste keer in zijn historie in de finales van de strijd om de Stanley Cup maar kregen een sweep te verwerken, het werd 4-0 voor de New York Islanders, die onder leiding van hun topscorer Mike Bossy de Stanley Cup voor de vierde maal achter elkaar wonnen. Een jaar later won Edmonton wel de Stanley Cup, opnieuw tegen de Islanders. Ze wonnen dit keer met 4-1. Het was voor de oilers de eerste keer dat ze de Stanley Cup wonnen.
Edmonton won het jaar erop, in 1985, de Stanley Cup weer, ditmaal tegen de Philadelphia Flyers. Ze zouden de cup geen drie keer achter elkaar winnen doordat in het seizoen 1985-1986 de serie tegen Calgary werd verloren. In de derde periode van de zevende wedstrijd, bij een stand van 2-2 wilde Edmonton-verdediger Steve Smith een pass geven, de puck kwam tegen de schaats van Fuhr en eindigde in het eigen doel. Deze goal bleek de winnende goal van de wedstrijd en daarmee ook de serie. Hierdoor zou Edmonton de finale niet halen. In dit seizoen werd Edmonton wel de winnaar van de allereerste Presidents' Trophy, die aan het team met de beste score in het reguliere seizoen wordt uitgereikt.
In 1987 haalde Edmonton weer de finale van de Stanley Cup, tegen weer dezelfde tegenstanders. De Philadelphia Flyers werden in zeven wedstrijden verslagen. De rookie doelman van de Flyers, Ron Hextall won de Conn Smythe Trophy.
In 1988 speelden de Edmonton Oilers hun sterkste play-offs aller tijden, ze verloren in de gehele play-offs maar twee wedstrijden en stuurden de Boston Bruins in de finale zelfs met 4-0 naar huis. Hiermee wonnen ze hun vierde Stanley Cup in vijf jaar. Tijdens een van de finalewedstrijden in Boston viel bij een 3-3 stand in de tweede periode de stroom uit. De wedstrijd werd afgelast en de directeur van de NHL van toen, John Ziegler liet de wedstrijd opnieuw plannen. De volgende wedstrijd, wat officieel wedstrijd 5 was, wonnen de Oilers met 6-3 en daarmee maakten ze de sweep compleet, de officiële stand was 4-0. Na deze wedstrijd riep Wayne Gretzky al zijn teamgenoten, coaches en alle andere mensen van de Edmonton Oilers bij elkaar op het ijs voor een teamfoto met de Stanley Cup. Sindsdien is dat een traditie.
Die zomer vertrok Wayne Gretzky, samen met twee andere populaire spelers Marty McSorley en Mike Krushelnyski. Twee nieuwe sterren: Jimmy Carson en Martin Gelinas kwamen voor hun in de plaats. Deze verandering ging volgens het systeem van de draft. Carson speelde slechts twee seizoenen in Edmonton en ging daarna naar de Detroit Red Wings. Gelinas speelde vijf jaar in Edmonton maar kon nooit echt uitblinken en scoorde nooit meer dan 20 keer. De spelers die bij de draft werden gehaald met de draft-picks die ze voor Gretzky ontvangen hadden zouden het nooit maken in Edmonton.
In 1989 hadden de Oilers het moeilijk en voor het eerst sinds 1982 werden de Oilers in de eerste ronde van de play-offs uitgeschakeld, tegen de Los Angeles Kings met Gretzky. De Stanley Cup zou uiteindelijk door aartsrivaal van Edmonton worden gewonnen, de Calgary Flames. In 1990 werd All-star doelman Grant Fuhr aangeklaagd voor het bezit en gebruik van cocaïne. Zijn plaats werd door Bill Ranford ingenomen en het team haalde de play-offs en won uiteindelijk de Stanley Cup door in de finale de Boston Bruins te verslaan. Ranford, die dus in de plaats van ster doelman Grant Fuhr was gekomen, won de Conn Smythe Trophy als MVP van de play-offs.

### Wederopbouw van de Oilers
Door de ruil van Gretzky schoten de salarissen de lucht in. Kleine teams als Edmonton konden niet meer met de salarissen betalen, die in de grote Amerikaanse steden wel werden betaald. Hierdoor verlieten vlak achter elkaar Messier, Fuhr, Kurri en Anderson het team, waardoor alleen de jonge spelers over bleven. Daaraan was meteen te zien dat de Oilers het niet goed hadden gedaan tijdens de drafts van de afgelopen jaren. Ondanks dat ze wel hun opwachting maakten in de play-offs van 1991 en 1992 konden ze niet meer overtuigen en uiteindelijk in 1993, misten de Oilers voor het eerst de play-offs sinds hun eerste jaar in de NHL. Ze zouden de vier daaropvolgende jaren niet terugkomen ondanks dat aanvallers Doug Weight en Jason Arnott zich sterk ontwikkelden.
Ook naast het ijs ging het slecht. Het andere bedrijf van de eigenaar raakte betrokken bij een corruptieschandaal. In het grootste deel van de jaren 90 was de ploeg bezig om financieel het hoofd boven water te houden. In 1998 werd het team gekocht door de Edmonton Investors Group, een gezelschap, bestaande uit 37 mensen. Zij haalden genoeg geld bij elkaar om het team te kopen en ze beloofden het team in Edmonton te houden. De NHL bood ook steun omdat ook de Winnipeg Jets en de Québec Nordiques al verdwenen waren uit de competitie.
Een jaar eerder, in 1997 haalden de Oilers weer de play-offs en ze versloegen in de eerste ronde de Dallas Stars in zeven wedstrijden met doelman Curtis Joseph die het voortouw nam. In die series haalden de Edmonton Oilers nog een stunt uit door, met nog 4 minuten te spelen, een 3-0-achterstand om te buigen in een 3-3 en in extra tijd zelfs naar een 4-3 te tillen door een goal van Kelly Buchberger. Edmonton zou de volgende ronde verliezen van de Colorado Avalanche. In 1998 kwamen ze terug, weer onder leiding van Joseph, kwamen ze de eerste ronde door waarin ze de ploeg uit Colorado deze keer wel uitschakelden. De ploegen uit Dallas en Edmonton kwamen elkaar weer tegen, nu in de tweede ronde, en deze keer zegevierden de Stars. Tussen 1997 en 2003 speelden de Edmonton Oilers en de Dallas Stars 6 keer tegen elkaar in de play-offs. Slechts 1 keer ontmoetten ze elkaar niet, dat was in 2002, toen ze allebei de play-offs niet wisten te bereiken.
Eigenlijk begon de rivaliteit tussen deze twee ploegen al eerder, toen de ploeg uit Dallas nog de Minnesota North Stars heette. Elke keer na 1990 als beide teams de play-offs haalden kwamen ze elkaar tegen. In 2006 werd deze reeks beëindigd toen de Stars werden uitgeschakeld door de Colorado Avalanche in de eerste ronde, terwijl de Oilers doorstoomden naar de finale van de Stanley Cup waar ze werden verslagen door de Carolina Hurricanes.

### Heritage Classic
Op 22 november 2003 organiseerden de Oilers de zogenaamde Heritage Classic, de allereerste buitenwedstrijd in de NHL. De Oilers werden met 4-3 verslagen door de Montreal Canadiens met de winnende goal van Richard Zednik, die ook al de openingstreffer maakte. Er waren 57,167 toeschouwers, wat een record is voor de NHL. De wedstrijd werd gespeeld in het Commonwealth Stadium. Voorafgaand aan deze wedstrijd werd er nog een wedstrijd gespeeld met enkele voormalige sterren van beide teams. De Oilers kwamen uiteraard met hun team uit de jaren ’80, geleid door Wayne Gretzky. De Canadiens kwamen met hun spelers uit de jaren ’70 op het ijs onder leiding van Guy Lafleur aangevuld met wat spelers uit 1993 en 1986, toen ze de Stanley Cup ook wonnen. Mark Messier kreeg speciaal toestemming van zijn werkgever de New York Rangers om mee te doen in de wedstrijd. Beide teams speelden met alleen spelers die ooit de Stanley Cup met de club wonnen op een tweetal spelers na.
Momenteel wordt er gekeken naar de mogelijkheden voor een volgende Heritage Classic, hierin zouden de New York Rangers dan moeten spelen tegen de New York Islanders of, de Toronto Maple Leafs tegen de Detroit Red Wings.

### Na de Lock-out
Na de lock-out in 2004-2005 van de NHL worstelden de Oilers niet meer met de hoge salarissen die elders werden gegeven, omdat er een salarisplafond werd ingesteld. Edmonton begaf zich op de ‘markt’ om een paar spelers te halen en dat lukte. Chris Pronger en Michael Peca tekenden bij de Oilers. De Oilers moesten wel Mike York en Eric Brewer laten lopen naar de teams waar Peca en Pronger vandaan kwamen, respectievelijk de New York Islanders en de St. Louis Blues. Er werd gehoopt op een terugkeer in de play-offs.
Het seizoen begon slecht, de Oilers speelden niet constant, vooral in de aanval en in het doel. Doelman Ty Conklin was geblesseerd geraakt tijdens een trainingskamp waardoor Jussi Markkanen in moest vallen, hij speelde af en toe een goede wedstrijd maar kon niet overtuigen. Ook Mike Morrison, de derde doelman werd uitgetest, hij maakte een goede start maar zakte langzaam weg. Er werd door de fans gehoopt op een grote ruildeal of het ontslaan van hoofdtrainer Craig MacTavish, maar in december stonden de Oilers alweer bovenaan in hun regionale divisie met 48 punten. Ze bleven wisselvallig spelen en er kwam toch een ruil. De Oilers pikten de scorende verdediger Jaroslav Spacek en Dick Tarnstrom op. Spacek kwam van de Chicago Blackhawks en Tarnstrom van de Pittsburgh Penguins. Er werd ook uitgekeken naar een nieuwe doelman en uiteindelijk, vlak voor de deadline haalden de Oilers Dwayne Roloson, een doelman van het all-star team van 2004, van de Minnesota Wild, de aanvaller Sergei Samsonov van de Boston Bruins. Hiervoor gaven ze een paar draft-picks weg en Marty Reasoner en Yan Stastny.
Een paar uur voor de transferdeadline in 2007 ruilden de Oilers superster Ryan Smyth voor twee talenten en een eerste draft pick van de New York Islanders. Edmonton kon geen overeenstemming met Smyth bereiken over een nieuw contract, dat die zomer zou aflopen. In plaats van Smyth het contract te laten uitdienen, koos Edmonton voor deze ruil met de Islanders.

## Prijzen
- Stanley Cup - 1984, 1985, 1987, 1988 en 1990
- Presidents' Trophy - 1986, 1987 In 1984 zijn de Oilers ook als eerste geëindigd, maar toen bestond de Presidents' Trophy nog niet.
- Clarence S. Campbell Bowl - 1983, 1984, 1985, 1987, 1988, 1990, 2006

## Play-offs
- 2017 - nog nader te bepalen
- 2006 - finale tegen de Carolina Hurricanes
- 2003 - eerste ronde tegen de Dallas Stars
- 2001 - eerste ronde tegen de Dallas Stars
- 2000 - eerste ronde tegen de Dallas Stars
- 1999 - eerste ronde tegen de Dallas Stars
- 1998 - tweede ronde tegen de Dallas Stars
- 1997 - tweede ronde tegen de Colorado Avalanche, de Stars werden in de eerste ronde verslagen

In de andere jaren hebben de Edmonton Oilers de play-offs niet gehaald.

## Spelers

### Huidige selectie
Bijgewerkt tot 16 oktober 2021
| #  | Naam                | Nationaliteit       | Pos. |
| -- | ------------------- | ------------------- | ---- |
| 16 | Tyler Benson        | Canada              | LW   |
| 29 | Leon Draisaitl      | Duitsland           | C    |
| 37 | Warren Foegele      | Canada              | LW   |
| 18 | Zach Hyman          | Canada              | LW   |
| 44 | Zack Kassian        | Canada              | RW   |
| 97 | Connor McDavid      | Canada              | C    |
| 71 | Ryan McLeod         | Canada              | C    |
| 93 | Ryan Nugent-Hopkins | Canada              | C    |
| 42 | Brendan Perlini     | Verenigd Koninkrijk | LW   |
| 13 | Jesse Puljujarvi    | Zweden              | RW   |
| 10 | Derek Ryan          | Verenigde Staten    | C    |
| 70 | Colton Sceviour     | Canada              | C    |
| 14 | Devin Shore         | Canada              | C    |
| 8  | Kyle Turris         | Canada              | C    |
| 56 | Kailer Yamamoto     | Verenigde Staten    | RW   |
| 22 | Tyson Barrie        | Canada              | D    |
| 75 | Evan Bouchard       | Canada              | D    |
| 5  | Cody Ceci           | Canada              | D    |
| 2  | Duncan Keith        | Canada              | D    |
| 20 | Slater Koekkoek     | Canada              | D    |
| 84 | William Lagesson    | Zweden              | D    |
| 25 | Darnell Nurse       | Canada              | D    |
| 6  | Kris Russell        | Canada              | D    |
| 19 | Mikko Koskinen      | Finland             | GK   |
| 41 | Mike Smith          | Canada              | GK   |

### Bekende spelers
- Wayne Gretzky 1978-1988, in 1999 in de Hall of Fame
- Jari Kurri 1980-1990, in 2001 in de Hall of Fame
- Grant Fuhr 1981-1991, in 2003 in de Hall of Fame
- Paul Coffey 1980-1987, in 2004 in de Hall of Fame
- Mark Messier 1979-1991
- Ryan Smyth 1995-2007
- Jason Smith 1999-2007
- Ethan Moreau 1999-

### Teruggetrokken nummers
- 3 - Al Hamilton 1972-80
- 7 - Paul Coffey 1980-87
- 11 - Mark Messier 1979-91
- 17 - Jari Kurri 1980-90
- 31 - Grant Fuhr 1981-91
- 99 - Wayne Gretzky 1978-88, wordt na Gretzky niet meer in de NHL gedragen